# Najas tenuifolia
Najas tenuifolia là một loài thực vật có hoa trong họ Hydrocharitaceae. Loài này được R.Br. mô tả khoa học đầu tiên năm 1810.